# Mataba
Le mataba, ou madaba,, est un plat traditionnel de l'archipel des Comores à base de jeunes feuilles de manioc pilées et cuites dans le lait de coco avec de la viande de zébu ou du poisson, notamment en Grande Comore. Ce plat agrémente le riz blanc.
Son équivalent à Madagascar est le ravitoto.
La plante de manioc, originaire d'Amérique du Sud, a été introduite en Afrique et dans l'océan Indien par les explorateurs et commerçants portugais au XVIe siècle. La noix de coco, présente naturellement sur les côtes et îles tropicales, est un ingrédient central de la cuisine de ces régions.